# Yves Béquignon
Yves Béquignon (vollständiger Name Yves Pierre Émile Béquignon, * 6. April 1899 in Lille; † 1. April 1990 in Strasbourg) war ein französischer Klassischer Archäologe und Epigraphiker.

## Leben
Yves Béquignon war ein Sohn des Lehrers Justin Sosthène Béquignon (1870–?) und der Marie Marguerite Eugénie Thomas (1872–?). Er wuchs mit vier jüngeren Geschwistern auf. Seine Schwester war die Juristin Charlotte Béquignon-Lagarde (1900–1993).
Er studierte Altertumswissenschaften in Lille und ab November 1921 in Strasbourg. Nach dem Studienabschluss war er von November 1923 bis 1929 Stipendiat der École française d’Athènes und hielt sich mehrere Jahre in Griechenland auf. Er nahm an Grabungen und Sondierungen in Thessalien teil und bereitete eine Studie über die Topographie des Sperchiostals vor, mit der er 1937 zum Docteur des lettres promoviert wurde. Im Jahr 1930/31 war Béquignon Generalsekretär der École française d’Athènes. 
1932 ging Béquignon nach Algier und unterrichtete dort an einer höheren Schule. 1933 wechselte er an die Universität Caen und lehrte dort als Dozent (maître de conférences), nach seiner Promotion (1937) bis 1946 als Professor für Alte Geschichte. Von 1942 bis 1946 war er Assessor des Dekans der Faculté des Lettres. Von 1935 bis 1965 betreute er außerdem als Sekretär die Redaktion der Zeitschrift Revue archéologique.
Im November 1947 wechselte Béquignon als Professor für Griechische Geschichte an die Universität Strasbourg. Dort fungierte er später auch als Direktor des Instituts für Alte Geschichte und von 1949 bis 1960 als Assessor des Dekans der Faculté des Lettres. 1972 trat er in den Ruhestand.
Béquignons Forschungsarbeit konzentrierte sich bis zu seiner Berufung nach Strasbourg auf die Archäologie, Topographie und Epigraphik Griechenlands. Neben Berichten und Untersuchungen zu Fundorten in Thessalien veröffentlichte er 1945 eine Monografie über die Landschaften der Ilias. In Strasbourg beschäftigte sich Béquignon auch mit den archäologischen Zeugnissen der Kelten und mit dem Nachlass des elsässischen Altertumswissenschaftlers Johann Gottfried Schweighäuser.

## Schriften (Auswahl)
- Grèce (Les Guides Bleus) Paris 1932.
- La Vallée du Spercheios des origines au IVe siècle, études d’archéologie et de topographie. Paris 1937.
- Recherches archéologiques à Phères de Thessalie. Paris 1937.
- mit Joseph Bidez und Pierre Demargne: Etudes d’archéologie grecque. Gent 1938.
- Paysages et images de l’Iliade. Paris 1945 (auch unter den Titeln Homère. L’Iliade und L’Iliade illustrée).
- Un manuscrit inédit de Jean Geoffroi Schweighaeuser. in: Bulletin de la Faculté des Lettres de Strasbourg. Band 30 (1951), S. 117–128; 139–154
- Études sur les survivances celtiques en Alsace. Strasbourg 1959.
- Survivances celtiques en Alsace, à propos de deux chapiteaux historiés d’époque romane. In: Revue des sciences religieuses. Jahrgang 1956, S. 47–52.